# Paragaleus leucolomatus
Paragaleus leucolomatus  (лат.) — вид хрящевых рыб рода полосатых акул семейства большеглазых акул отряда кархаринообразных. Обитает в Индийском. Размножается живорождением. Максимальная зафиксированная длина 96 см. Окрас тёмно-серый, брюхо белое, на кончиках плавников имеются белые отметины, кроме второго спинного плавника, который окантован чёрным цветом.  Не представляет интереса для коммерческого промысла.

## Таксономия
Вид впервые описан в 1985 году. Голотип представлял собой беременную самку длиной 95,7  пойманную в 1984 году к юго-востоку от устья Коси-Бей, Квазулу-Наталь, ЮАР. Вид известен по единственному экземпляру.

## Ареал
Paragaleus leucolomatus обитает в западной части Индийского океана у берегов Квазулу-Наталь, ЮАР в мелких прибрежных водах на глубине до 20 м.

## Описание
У этих акул стройное, веретенообразное тело и вытянутое рыло. Крупные овальные глаза вытянуты по горизонтали. Рот довольно длинный. Верхние зубы имеют форму треугольника с зазубренным каудальным краем. Нижние зубы имеют форму перевёрнутой буквы «Y», оснащены длинным и тонким центральным остриём, зазубрины по краям отсутствуют. Окраска тёмно-серого цвета.

## Биология
Размножаются живорождением. В помёте 2 детёныша. Максимальный зафиксированный размер составляет 95,7 см. Вероятно, подобно прочим представителям семейства большеглазых акул Paragaleus leucolomatus медленно растут и поздно достигают половой зрелости.

## Взаимодействие с человеком
Вид не представляет опасности для человека. Вероятно, в качестве прилова попадает в кустарные сети. В ареале вёдется интенсивный рыбный промысел. Устойчивость вида к внешнему воздействию низкая, для удвоения численности популяции требуется не менее 14 лет. Данных для оценки статуса сохранности вида недостаточно.